# Wierzbiąż
Wierzbiąż (ukr. Вербове) – wieś na Ukrainie, w rejonie czerwonogrodzkim obwodu lwowskiego. Wieś liczy około 150 mieszkańców.
W II Rzeczypospolitej do 1934 samodzielna gmina jednostkowa. Następnie należała do zbiorowej wiejskiej gminy Bełz w powiecie sokalskim w woj. lwowskim. Po wojnie wieś weszła w skład powiatu hrubieszowskigo w woj. lubelskim. W 1951 roku wieś wraz z większą częścią gminy Bełz (którą równocześnie przekształcono w gminę Chłopiatyn) została przyłączona do Związku Radzieckiego w ramach umowy o zamianie granic z 1951 roku.